# Morter de 120 mm Model 43
El Morter M1943, també conegut com a SAMOVAR era un morter de disseny soviètic de 120 mm introduït en 1943 per primera vegada, com una versió modificada del morter M1938. Va reemplaçar totalment el M38 com a arma estàndard per les bateries de morters soviètiques fins a finals de la década de 1980, a pesar de que els exèrcits del Pacte de Varsòvia va utilitzar els dos.
Aquest morter d'avantcàrrega es podoa desmuntar en tres parts (el canó, el bípode i la base) per a moure'l en distàncies curtes o ser arrossegat pel camió GAZ-66 en una montura tubular de dues rodes. Les montures de la base permetien la encesa completa del azimuntal, a pesar de que, com la majoria dels morters soviètics, era difícil de girar ràpidament en grans distàncies. Podia disparar carregues petites fins a 6° sense haver de cambiar la posició de la base.
Una versió improvisada d'aquest morter anomenada 2B11 Sani també era produït per Russia, junt amb el 2B9 Vasilek, que van servir per a reemplaçar en M1943 del servei.